# الکس همیلتون (بازیکن فوتبال، زاده ۱۹۳۶)
الکس همیلتون (انگلیسی: Alex Hamilton؛ ۵ آوریل ۱۹۳۶ – ۱۹۹۰ (۵۳−۵۴ سال)) بازیکن فوتبال اهل اسکاتلند بود.

## باشگاهی
از باشگاه‌هایی که در آن بازی کرده‌است می‌توان به باشگاه فوتبال داندی و باشگاه فوتبال ادینگتون اشاره کرد.

## تیم ملی
وی همچنین در تیم ملی فوتبال اسکاتلند بازی کرده است.